# Хартан, Ханс
Ханс Хартан (нем. Hans Harthan; 23 февраля 1855, Хорб-бай-Фюрт-ам-Берг, ныне в составе города Нойштадт-бай-Кобург, королевство Бавария — 14 марта 1936, Остин (Техас), США) — немецко-американский органист, пианист, композитор, дирижёр и музыкальный педагог.

## Биография
Окончил гимназию в Хофе, затем учился в Мюнхенской консерватории у Франца Лахнера и Йозефа Райнбергера.
В 1877—1879 гг. придворный органист и капельмейстер в Дурлахе, затем музикдиректор Херфорда, преподавал в консерватории Зондерсхаузена. В 1883—1885 гг. органист лютеранской церкви в Одессе. В 1885—1893 гг. музикдиректор Дерптского университета, в 1894—1896 гг. возглавлял Дрезденскую певческую академию. В январе 1896 года подписал контракт с консулом Чили во Франции, в соответствии с которым в 1896—1900 гг. возглавлял Национальную консерваторию в Сантьяго. Затем перебрался в Вальпараисо, где основал академию музыки и первый в городе симфонический оркестр, с которым впервые в Чили исполнил в цикле концертов все симфонии Людвига ван Бетховена.
В 1902 г. прибыл в США, первоначально для организации и судейства конкурса вокалистов в Балтиморе, затем в течение одного сезона руководил немецким хором в Филадельфии, три года возглавлял отделение музыки Университета Макгилла в Монреале. С 1907 г. директор отделения музыки Бэйлорского женского колледжа в Белтоне. С 1909 г. в Остине, органист католической церкви Святой Марии. В 1911 г. основал и возглавил Остинский симфонический оркестр.
Автор многочисленных фортепианных пьес, вокальных и хоровых сочинений.
Женился в 1883 г. на своей ученице Анне Телль, в дальнейшем эпизодически преподававшей вокал в учебных заведениях, которые возглавлял её муж. Их дочь Элси (Эльза) Хартан-Арендт выступала как певица (сопрано) в Иллинойсе и Канзасе, преподавала в музыкальной школе Шервуда в Чикаго.
Имя Хартана было присвоено улице в Остине (англ. Harthan Street), на которой он жил.